# Nothing Really Matters
"Nothing Really Matters" este un cântec dance înregistrat de cântăreața americană Madonna pentru al șaptelea album de studio, Ray of Light (1998). A fost compus de Madonna și Patrick Leonard și produs de Madonna, William Orbit și Marius de Vries. Versurile au fost inspirate de nașterea primului copil al muzicienei, moment în care aceasta a realizat egoismul și egocentrismul ei din anii trecuți (en. - "When I was very young / Nothing really mattered to me / But making myself happy"; ro. - "Când eram foarte tânără / Nimic nu conta cu adevărat pentru mine / Decât să mă fac fericită"). Linia melodică este specifică muzicii dance, având și elemente din muzica house, muzica ambientală și electropop. Criticii i-au oferit recenzii pozitive, apreciind compoziția și versurile autobiografice.
Comercial, s-a bucurat de succes în Spania, unde s-a clasat pe primul loc, ocupând poziții de top 10 în Canada, Finlanda, Italia, Noua Zeelandă și Regatul Unit, precum și locul 15 în Australia; în restul țărilor, nu a reușit să intre în top 20, fiind văzut ca un eșec, după succesul înregistrat de "Frozen", "Ray of Light" și "The Power of Good-Bye". În Statele Unite ale Americii a ocupat doar locul 93 în clasamentul Billboard Hot 100, în special din cauza promovării slabe; a ocupat totuși locul 1 în Hot Dance Music/Club Play timp de două săptămâni în luna martie.
Videoclipul a fost regizat de Johan Renck și a fost inspirat de cartea "Memoriile unei gheișe", Madonna fiind îmbrăcată și machiată precum o gheișă. Costumul, creat de Jean-Paul Gaultier, a fost purtat de muziciană și la premiile Grammy din 1999, unde a interpretat cântecul, iar o adaptare a acestuia a fost folosită în Drowned World Tour, doi ani mai târziu.

## Videoclipul
Videoclipul a debutat pe locul 8 în emisiunea Total Request Live de pe MTV, fiind poziția maximă obținută.